# Сорренто (Луїзіана)
Сорренто (англ. Sorrento) — місто (англ. town) в США, в окрузі Ассансьйон штату Луїзіана. Населення — 1514 особи (2020).

## Географія
Сорренто розташоване за координатами 30°11′11″ пн. ш. 90°52′8″ зх. д. / 30.18639° пн. ш. 90.86889° зх. д. (30.186408, -90.868867).  За даними Бюро перепису населення США в 2010 році місто мало площу 8,97 км², з яких 8,87 км² — суходіл та 0,10 км² — водойми. В 2017 році площа становила 9,55 км², з яких 9,44 км² — суходіл та 0,11 км² — водойми.

## Демографія
Згідно з переписом 2010 року, у місті мешкала 1401 особа в 537 домогосподарствах у складі 386 родин. Густота населення становила 156 осіб/км².  Було 578 помешкань (64/км²).
Расовий склад населення:
| - 81,1 % — білих - 14,6 % — чорних або афроамериканців - 0,7 % — азіатів - 0,4 % — корінних американців - 0,2 % — вихідців з тихоокеанських островів - 2,1 % — осіб інших рас |

До двох чи більше рас належало 0,9 %. Частка іспаномовних становила 3,3 % від усіх жителів.
За віковим діапазоном населення розподілялося таким чином: 26,1 % — особи молодші 18 років, 61,3 % — особи у віці 18—64 років, 12,6 % — особи у віці 65 років та старші. Медіана віку мешканця становила 35,8 року. На 100 осіб жіночої статі у місті припадало 96,5 чоловіків;  на 100 жінок у віці від 18 років та старших — 93,8 чоловіків також старших 18 років.
Середній дохід на одне домашнє господарство  становив 61 528 доларів США (медіана — 49 125), а середній дохід на одну сім'ю — 76 707 доларів (медіана — 57 188). За межею бідності перебувало 13,6 % осіб, у тому числі 19,3 % дітей у віці до 18 років та 7,9 % осіб у віці 65 років та старших.
Цивільне працевлаштоване населення становило 682 особи. Основні галузі зайнятості: будівництво — 21,1 %, виробництво — 16,0 %, освіта, охорона здоров'я та соціальна допомога — 13,8 %.